# Тейлор-Айшервуд, Эмма
Э́мма-Ро́за Те́йлор-А́йшервуд (англ. Emma-Rose Taylor-Isherwood; род. 27 апреля 1987, Торонто) — канадская актриса.

## Биография
Родилась 27 апреля 1987 года в Торонто, провинция Онтарио, Канада. Её младшая сестра, Салли Тейлор-Айшервуд, также актриса. В 2009 году окончила Карлтонский университет со степенью бакалавра гуманитарных наук.

## Карьера
Эмма начала свою карьеру в возрасте 9 лет с озвучивания мультфильма «Teddy Bears Rescue». В мультсериалах «Миффи» и «Мона Вампир» Эмма также озвучивала персонажей. В некоторых сериалах Эмма снималась вместе со своей младшей сестрой Салли (1991 г. р.). Также Эмма играла в телесериале «Истории из „Бесконечной истории“» и в фильмах «Корабельные новости» и «Кому достанется дом?».
Эмма очень интересно начала актёрскую деятельность. Когда ей было около 8 лет, она попросила родителей записать её в драмкружок. У неё была привычка начинать чем-нибудь заниматься (например, танцами или игрой на фортепиано), а затем быстро бросать. Так что её родители поставили условие: она сможет ходить в драмкружок, если сама заработает на это деньги. Эмма «приняла вызов» и стала делать шляпы из папье-маше. Газета «Оттава Ситизен» (Ottawa Citizen) узнала об этом и написала статью об Эмме. После этого она быстро заработала нужное количество денег.
Эмма больше известна ролью смелой и независимой Джози Трент в сериале «Школа „Чёрная дыра“».

## Номинации и награды
Эмма Тейлор-Айшервуд была номинирована в категории «Лучшее исполнение в телесериале», а также как актриса второго плана на премию Young Artist Award в 2003 году за роль Джози в сериале «Школа „Чёрная дыра“».

## Фильмография

### 2000-е
- 2007 — All the Good Ones Are Married — Мэдисон Голд
- 2006 — Я и Люк / Me and Luke — Меган Юбэнкс
- Школа „Чёрная дыра“ (телесериал 2002—2006) / Strange Days at Blake Holsey High — Джози Трент
- 2001 — Корабельные новости / The Shipping News — юная Агнис
- Истории из «Бесконечной истории» (телесериал 2001) / Tales from the Neverending Story — Олано
- Боишься ли ты темноты? (телесериал 1999—2000) / Are You Afraid of the Dark?
  - 2000 — эпизод The Tale of the Reanimator — Джули
  - 1999 — эпизод The Tale of the Oblivion — Шелли
- 2000 — Ultimate G’s — Лора

### 1990-е
- Мона Вампир (мультсериал 1999) / Mona the Vampire — Мона Паркер (голос) (в титрах — Эмма Айшервуд)
- 1999 — Месть Земли / The Revenge of the Land — Хильда Хок
- 1999 — Мэри Кассат: американская импрессионистка / Mary Cassatt: An American Impressionist — Элси Кассат (в титрах — Эмма Айшервуд)
- 1999 — Кому достанется дом? / Who Gets the House? — Хайди Рис (в титрах — Эмма Айшервуд)